# Гарласко
Гарласко (итал. Garlasco) — коммуна в Италии, располагается в регионе Ломбардия, подчиняется административному центру Павия.
Население составляет 9343 человека (на 2004 г.), плотность населения составляет 235 чел./км². Занимает площадь 39 км². Почтовый индекс — 27026. Телефонный код — 0382.
В коммуне во второе воскресение сентября особо празднуется Успение Пресвятой Богородицы.